# Тищенко Роман Анатолійович
Рома́н Анато́лійович Ти́щенко (21 жовтня 1981, с. Благодатне — 7 лютого 2024, Куп'янський район Харківської області) — український військовослужбовець, учасник російсько-української війни.

## Життєпис
Народився 21 жовтня 1981 року в селі Благодатне Золотоніського району Черкаської області. Навчався в місцевій школі. Пізніше здобув освіту за спеціальністю технік-електрик у Черкаському технікумі.
З 2022 року працював у Регіональному рівні водних ресурсів на посаді інженера-електрика.
У листопаді 2023 року був призваний до лав Збройних сил. Був стрільцем-снайпером у 95 ОДШБр.
Загинув 7 лютого 2024 року в Куп'янському районі Харківської області.

## Нагороди
- Орден «За мужність» III ступеня[3].